# マンペイ記念
マンペイ記念は高知競馬のアラブ系3歳クラシック三冠の一つで、高知競馬場のダート1400メートルで開催されていた競馬の競走である。
1997年に、高知競馬アラブ系3歳クラシック第一戦として実施される。しかし、2005年以降開催されていない。

## マンペイ記念の名前の由来について
マンペイは国有のアラブ系種牡馬で、国からの貸し出しという形で1949年（昭和24年）に高知で種付けに供用された。同馬は、その当時の高知県の馬産振興に大きな功績を残したと言われており、その功績をたたえる為、この名前が付けられた。

### 歴代優勝馬
| 回数  | 施行日        | 優勝馬             | 性齢 | 所属 | タイム | 優勝騎手 | 管理調教師 |
| ----- | ------------- | ------------------ | ---- | ---- | ------ | -------- | ---------- |
| 第1回 | 1997年4月27日 | ブルーグロリア     | 牝4  | 高知 | 1:34.0 | 明神繁正 | 竹内昭利   |
| 第2回 | 1998年5月5日  | ブラックハート     | 牝4  | 高知 | 1:31.4 | 徳留康豊 | 松木啓助   |
| 第3回 | 1999年4月25日 | パワーレイク       | 牡4  | 高知 | 1:32.4 | 北野真弘 | 曽我心一   |
| 第4回 | 2000年5月5日  | アポロスイセイ     | 牡4  | 高知 | 1:30.7 | 花本正三 | 山岡恒一   |
| 第5回 | 2001年5月5日  | チュウオーブラック | 牡4  | 高知 | 1:31.5 | 中越豊光 | 松木啓助   |
| 第6回 | 2002年5月19日 | テイケイミチカヒメ | 牝4  | 高知 | 1:33.2 | 花本正三 | 国澤輝幸   |
| 第7回 | 2003年5月4日  | エスケープハッチ   | 牡4  | 高知 | 1:33.6 | 西川敏弘 | 田中譲二   |
| 第8回 | 2004年5月5日  | マルチジャガー     | 牡4  | 高知 | 1:32.1 | 西川敏弘 | 松木啓助   |